# Генерал (фільм, 1998)
‎
«Генерал» (англ. The General) — кримінальна драма ірландського виробництва, що висвітлює останні епізоди з життя відомого дублінського злодія Мартіна Кехіла, що також був відомий як «Генерал» через свою і рішучість у вирішенні справ та жорстокість.

## Сюжет
Фільм розпочинається з останніх хвилин життя Мартіна Кехіла в 1994 році, коли він сідаючи в машину був застрелений невідомим. В останні хвилини життя у нього перед очима проходить все життя і от ми вже бачимо його хлопчиком, що разом з другом краде овочі і фрукти. Він жив в бідному районі зі своїми численними братами і сестрами; матір була не проти його крадіжок. І як він заявляє своїй подрузі Френсіс, яку він пригостив тістечком — він не дасть себе спіймати. Проте він попався і його відправили «на виховання» до католицького священика, що «виховував» дітей побоями, крім того очевидно, що він проявляє нездоровий інтерес до маленьких хлопчиків. Зустрічаючись з матір'ю і Френсіс він знову обіцяє, що його більш не спіймають. В наступну мить його показують вже дорослим в поліцейському відділку де з ним говорить Френсіс — вже його дружина.
Мартін батько 4 дітей і живе разом з дружиною, і її сестрою Тіною в своїй старій квартирі. Їх старий багатоповерховий будинок збираються знести. Коли Мартін повертається до свого дому він бачить, що жильців намагаються виселити силою, проте він твердо переконаний залишатись у своїй квартирі попри все. Дім дійсно зносять, але Кехіл спочатку живе в фургончику на території зруйнованого будинку, а коли той спалюють — в наметі. Він погоджується не заважати будівництву нового будинку, а натомість вимагає щоб йому дали новий дім в районі з його «роботою». Владні органи погоджуються.
Все своє життя Мартін займався крадіжками — це і є його робота. Він згуртував навколо себе своїх близьких друзів, з якими він виріс, і разом з якими він тепер вчиняє озброєні напади на банки та каси, ані дружина, ані її сестра не проти такого стилю життя Мартіна. Він купує собі розкішний дім готівкою і йде в поліцейський відділок напроти, а тим часом хлопці з його банди грабують банк. Інспектор Нел Келлі добре розуміє, що це пограбування було здійснене за його наказом, проте без прямих доказів він не має права його посадити. Згодом Кехіл вирішує пограбувати одну з найбагатших ювелірних фірм Ірландії — «О'Коннор». Він все детально сплановує разом зі своєю бандою. У ранці декілька людей обманом проникають на фірму і відкривають ворота фірми для свого автомобіля, Кехіл керує операцією ззовні. Один з людей Мартіна в костюмі охоронця запевняє робочих, що в сигналізаційній системі збій тому треба почекати кілька хвилин. Їм вдається здійснити це грандіозне пограбування. Автомобілі на яких злочинці їхали і свій одяг вони спалили. Кехіл все награбоване поділив порівну між членами банди. Один з його людей на ім'я Джиммі допомагає йому перевезти золоті злитки в клітках для голубів. Розведення голубів для відомого злодія не тільки хобі, але й предметом особливої любові. Подумавши, що Джиммі украв у нього один із золотих злитків він «розпинає» його на більярдному столі, але зрозумівши, що ніхто б так довго не зміг терпіти болі звільняє його і відвозить до лікарні.
Над ним в цей період відбуваються постійні судові процеси, і поліція не тільки чатує біля його дому, але й буквально «йде по п'ятам». Його переслідує навіть ІРА (Ірландська республіканська армія), він не хоче мати з нею ніяких справ. Вони з дружиною намагаються розібратись в своїх стосунках — вона вважає його гарним чоловіком, вона давно знає про його симпатію до її сестри Тіни, проте вона дозволяє йому «ходити» до неї. Згодом Тіна народжує від нього дочку. Кехіл збирається пограбувати дублінський музей Рассборо, викрасти картини Рубенса та інших відомих художників. Йому вдається здійснити це пограбування. Всі картини вони переховують неподалік від Дубліну. Як поліція не слідкує за ним йому вдається тримати в секреті місце схову картин. Деякі картини він продає покупцям із Ольстера.
Та згодом у нього починаються проблеми — лікарі у нього виявляють цукровий діабет. Його друга Ноела хочуть вигнати з кварталу його сусіди та інші — тому, що він продає наркотики їх дітям. Інший його друг — Гарі напившись ґвалтує власну доньку. Більшість людей Кехіла вбили або посадили до в'язниці. Дехто його покинув, Ноел також вирішує залягти «на дно» в цей період, хоч Мартін і допомагає йому. Крім того Мартін допомагає і Гарі — спершу він пропонує його дочці гроші і будинок щоб та не свідчила проти батька у суді, а коли нічого не вдається інсценує озброєний напад на будинок Гарі і ранить його в ногу — щоб йому пом'якшили вирок. Поліція відверто глузує над Кехілом і діє за його методами. Одного разу вони запускають до його голуб'ятнику тхорів, що загризають всіх його птахів. Та він разом з сином робить вигляд, що нічого не трапилось. Одного дня Френсіс і Мартін бачать, що поліцейських машин біля їх будинку немає. Мартін і Френсіс вважають, що вони перемогли. Коли Мартін збирається їхати за своїми справами на машині, до нього підбігає невідомий і стріляє в нього через скло автомобіля. Останні кадри фільму — це спогади з його дитинства.

## Ролі і актори
| Виконавці         | Ролі                |
| ----------------- | ------------------- |
| Брендан Глісон    | Мартін Кехіл        |
| Едріан Данбар     | Ноел Карлі          |
| Шон МакГінлі      | Гарі                |
| Мері Дойл Кеннеді | Френсіс             |
| Енджелін Белл     | Тіна                |
| Джон Войт         | Інспектор Нед Кенні |
| Е́нна МакЛіам      | Джиммі              |

## Справжній Мартін Кехіл
У номері «Коммерсанту» від 20 серпня 1994 є повідомлення про вбивство Кехіла. У тій статті про злочин говориться в контексті політичного протистояння Ірландської республіканської армії і добровольчих сил Ольстера. Говориться, як про доведений факт, що Кехілл фінансував ІРА і не гидував при цьому ні пограбуваннями, ні махінаціями з «брудними» грошима. Вбивство ж Генерала підноситься як помста «ольстерців» — «рядові члени ІРА навряд чи повірять в чисто мафіозну підоснову випадку з Кехілом».

## Нагороди
Фільм «Генерал» був висунутий на номінації і отримав кілька нагород, в тому числі за найкращу режисуру в 1998 році на Каннському кінофестивалі.

## Цікаві факти
- У режисера — Джона Бурмана з Кехілом були особисті рахунки. «Генерал» пограбував режисера, в числі іншого поцупив у нього золоту пластинку. Цей епізод є в фільмі — пластинка, правда, виявилася підроблена, Кехіл обурюється і ламає її навпіл.
- Характерний жест Кехіла у фільмі — він постійно прикриває лице рукою, інколи ховаючи погляд, а інколи закриваючи тільки нижню частину лиця, особливо коли він починав брехати, говорить про те, що він намагається приховати свої емоції від оточуючих, не навчившись це робити в дитинстві.
- Фільм має дві версії одну кольорову і одну «чорно-білу», точніше це не зовсім чорно-біла версія, це такий спецефект — кольори в ній присутні, але дуже тьмяні. В різних країнах показували різні версії.